# Neuralink
A Neuralink Corporation neurotechnológiai vállalat, amely beültethető agy-gép interfészeket (BCI) fejleszt, és amelyet többek között Elon Musk alapított. A vállalat székhelye a kaliforniai Fremontban található. 2016-ban indult a Neuralink, és 2017 márciusában jelent meg először a nyilvánosság előtt.
A cég alapítása óta számos magas rangú idegtudóst vett fel különböző egyetemekről. 2019 júliusára 158 millió dolláros finanszírozást kapott (ebből 100 millió dollárt Musk-tól), és 90 alkalmazottat foglalkoztatott. 2019 júliusában a Neuralink bejelentette, hogy egy "varrógépszerű" eszközön dolgozik, amely képes nagyon vékony (4-6 μm széles) szálak beültetésére az agyba, és bemutatott egy olyan rendszert, amely 1500 elektródán keresztül információkat olvasott ki egy laboratóriumi patkányból. Az emberekkel való kísérletek megkezdését 2020-ra tervezték; de azóta ezt az előrejelzést 2021-re halasztották. Az engedélyt 2023 májusában kapták meg. Az első sikeres emberi beültetésre 2024. január 29-én került sor.
Több idegtudós és kiadvány, köztük az MIT Technology Review is kritizálta Musk állításait a technológiával kapcsolatban.

## Háttér
A Neuralinket 2016-ban alapította Elon Musk, Max Hodak, Ben Rapoport, Dongjin Seo, Paul Merolla, Philip Sabes, Tim Gardner, Tim Hanson és Vanessa Tolosa, olyan területek szakértőinek csoportja, mint az idegtudomány, a biokémia és a robotika. A "Neuralink" védjegyet 2017 januárjában vásárolták meg a korábbi tulajdonosoktól.
2017 áprilisában a Neuralink bejelentette, hogy rövid távon súlyos agyi betegségek kezelésére szolgáló eszközök gyártását tűzte ki célul, végső soron az emberiség feljavítását, amit néha transzhumanizmusnak neveznek. Musk elmondta, hogy az ötlet iránti érdeklődése részben az Iain M. Banks 10 regényből álló The Culture című sorozatának fiktív univerzumában szereplő "neurális csipke" sci-fi koncepciójából ered.
Musk a neurális csipkét egy "kéreg feletti digitális rétegként" definiálta, amely nem feltétlenül kiterjedt sebészeti behelyezést jelentene, hanem ideális esetben egy vénán vagy artérián keresztül történő beültetést. Musk kifejtette, hogy a hosszú távú cél a "szimbiózis elérése a mesterséges intelligenciával", amelyet ő az emberiségre nézve egzisztenciális fenyegetésnek tekint, ha az ellenőrizetlenül fejlődik.
2020-tól a Neuralink székhelye San Francisco Mission kerületében volt, a Pioneer épületén osztozik az OpenAI-val, egy másik, Musk által közösen alapított céggel. 2018-ban Jared Birchall, Musk családi irodájának vezetője szerepelt a Neuralink vezérigazgatójaként, pénzügyi igazgatójaként és elnökeként. 2018 szeptemberében Musk a Neuralink többségi tulajdonosa volt, de nem töltött be vezetői pozíciót.
2020 augusztusára a nyolc alapító tudósból csak három maradt a cégnél a Stat News cikke szerint, amely arról számolt be, hogy a Neuralink "évekig tartó belső konfliktusokat élt át, amelyek során a sietős időbeosztás összeütközésbe került a tudomány lassú és fokozatos tempójával".
2021 áprilisában a Neuralink bemutatott egy majmot, amely a Neuralink implantátum segítségével játszott a "Pong" játékkal. 2002 óta létezik hasonló technológia, amikor egy kutatócsoport először mutatta be, hogy egy majom neurális jelek segítségével mozgat egy számítógépes kurzort, a tudósok elismerték a mérnöki fejlődést az implantátum vezeték nélkülivé tételében és a beültetett elektródák számának növelésében.
2021 májusában Max Hodak társalapító és elnök bejelentette, hogy már nem dolgozik a cégnél.